# Чуланонт, Пхайом
Пхайом Чуланонт (тайск. พ.ท.พโยม จุลานนท์, псевдоним — Кхамтан (тайск. สหายตู้คำตัน); ? — начало 1980-х) — тайский военный и политический деятель, бывший подполковник королевской армии, член ЦК Коммунистической партии Таиланда и руководитель Народно-освободительной армии Таиланда. Отец бывшего премьер-министра Таиланда, генерала в отставке Сураюда Чуланонта.
Руководил партизанскими действиями. В 1978 году отправился на лечение в Пекин. Умер в начале 1980-х годов.